# Liste der Monuments historiques in Gœulzin
Die Liste der Monuments historiques in Gœulzin führt die Monuments historiques in der französischen Gemeinde Gœulzin auf.

## Liste der Bauwerke
| Bezeichnung  | Beschreibung                  | Standort                    | Kennzeichnung | Schutzstatus | Datum     | Bild           |
| ------------ | ----------------------------- | --------------------------- | ------------- | ------------ | --------- | -------------- |
| Schlossruine | Erbaut im 17./18. Jahrhundert | 162, rue Jules-Ferry (Lage) | PA59000087    | Inscrit      | 2002 2007 | weitere Bilder |

## Liste der Objekte
| Bezeichnung                                                                          | Beschreibung                                         | Standort                        | Kennzeichnung | Schutzstatus | Datum | Bild |
| ------------------------------------------------------------------------------------ | ---------------------------------------------------- | ------------------------------- | ------------- | ------------ | ----- | ---- |
| 16 Grabplatten                                                                       | Marmor, Ende des 18. und Anfang des 19. Jahrhunderts | in der Kirche St-Jacques (Lage) | PM59002705    | Inscrit      | 1975  |      |
| Retabel des Hauptaltars                                                              | Holz, vergoldet, 19. Jahrhundert                     | in der Kirche St-Jacques (Lage) | PM59002704    | Inscrit      | 1975  |      |
| Grabplatte                                                                           | Sandstein, 13. Jahrhundert (?)                       | in der Kirche St-Jacques (Lage) | PM59000596    | Classé       | 1977  |      |
| Votivgabe: La Vierge à l'Enfant apparaissant à un groupe de voyageurs au bord de mer | Ölgemälde, 1840                                      | in der Kirche St-Jacques (Lage) | PM59000597    | Classé       | 1977  |      |